# Will et Mathis
Will et Mathis (Will and Dewitt) est une série télévisée d'animation canadienne en 26 épisodes de 22 à 24 minutes produits par D'Angelo-Bullock-Allen Productions et Cookie Jar Entertainment, et diffusée ente le 22 septembre 2007 et le 3 mai 2008 sur YTV.
Au Québec, elle a été diffusée à partir de septembre 2008 à la Télévision de Radio-Canada,.

## Synopsis
La série tourne autour de Dewitt pour motiver Will à accomplir des tâches difficiles.

## Épisodes
| Saison | Saison | Épisode | Canada            | Canada        |
| Saison | Saison | Épisode | Début de saison   | Fin de saison |
| ------ | ------ | ------- | ----------------- | ------------- |
|        | 1      | 26      | 22 septembre 2007 | 3 mai 2008    |

## Doublage québécois
- Claudia-Laurie Corbeil : Will
- François Sasseville : Mathis (Dewitt)
- Geneviève Désilets : Mère
- Tristan Harvey : Père
- Hugolin Chevrette : Sam
- Joël Legendre : Victor
- Élisabeth Lenormand : Zoé
- Romy Kraushaar-Hébert : Fred
- Ludivine Reding : Rose

 Source et légende : version québécoise (VQ) sur Doublage.qc.ca